# Ekaterina Baturina
Ekaterina Sergeevna Baturina (in russo Екатерина Сергеевна Батурина?; traslitterazione anglosassone Yekaterina Sergeyevna Baturina; Krasnojarsk, 28 luglio 1992) è una slittinista russa.

## Biografia
Ha iniziato a gareggiare per la nazionale russa nelle varie categorie giovanili nella specialità del singolo cogliendo, quali migliori risultati, la vittoria nella classifica finale della Coppa del Mondo juniores nel singolo nella stagione 2010/11 e le medaglie d'argento ottenute nella prova a squadre nelle rassegne del 2012 ai mondiali ed agli europei di categoria.

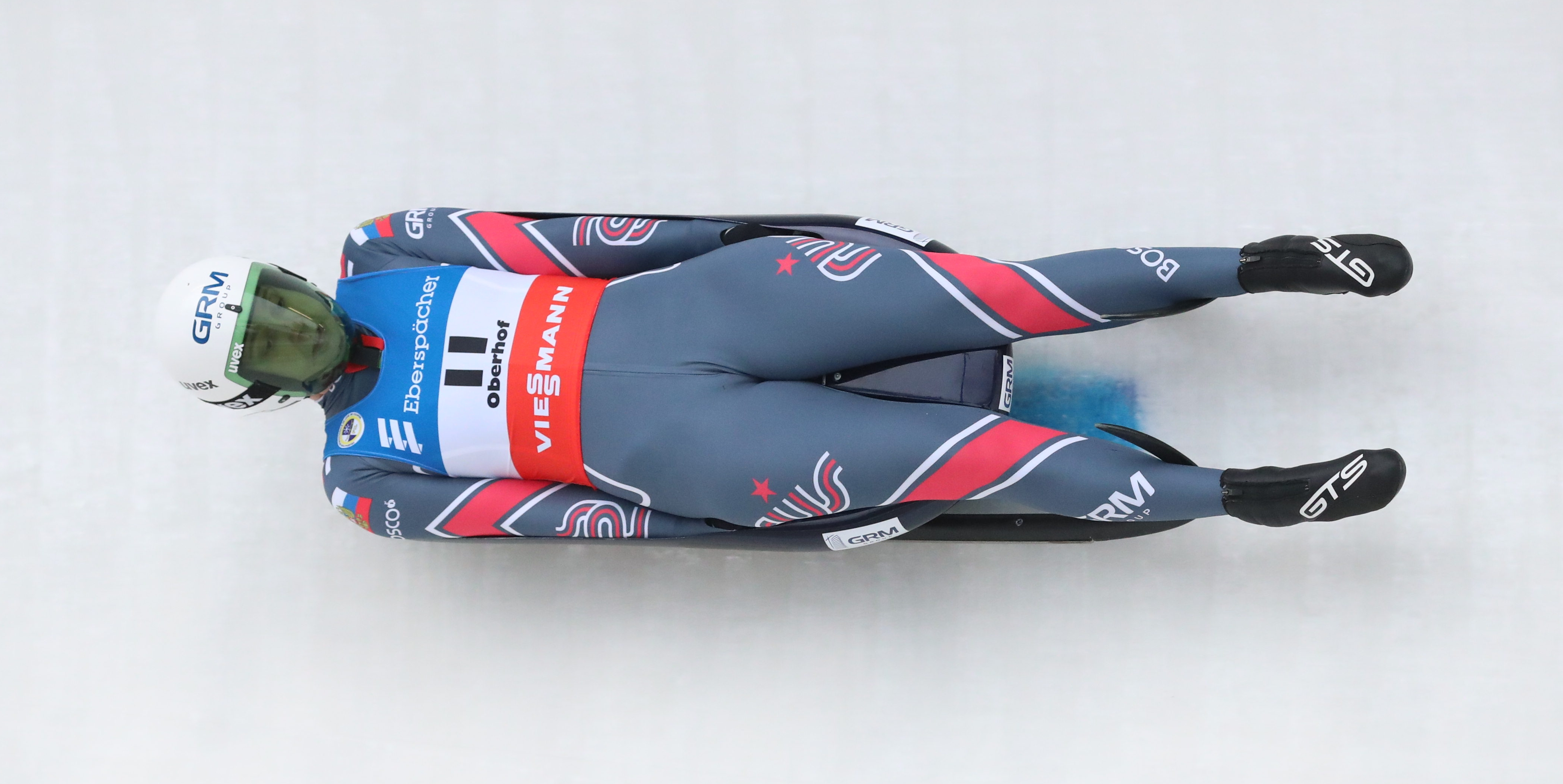
Ekaterina Baturina in gara a Oberhof nel 2021

A livello assoluto ha esordito in Coppa del Mondo nella stagione 2011/12, ha conquistato il primo podio il 25 gennaio 2015 nella prova a squadre a Winterberg (3ª) ed in classifica generale, come miglior piazzamento, è giunta all'undicesimo posto nella specialità del singolo nel 2018/19.
Ha preso parte ad una edizione dei Giochi olimpici invernali, a Soči 2014, occasione in cui ha colto l'undicesima posizione nella prova individuale.
Ha preso parte a due edizioni dei Giochi olimpici invernali: a Soči 2014 ha raggiunto l'undicesima posizione nella prova individuale e a Pyeongchang 2018 ha terminato al quindicesimo posto nel singolo e al settimo nella gara a squadre.
Ha preso parte altresì a sei edizioni dei campionati mondiali. Nel dettaglio i suoi risultati nelle prove iridate sono stati, nel singolo: sedicesima a Whistler 2013, undicesima a Sigulda 2015, dodicesima a Schönau am Königssee 2016, dodicesima a Innsbruck 2017, ottava a Winterberg 2019 e diciottesima a Schönau am Königssee 2021; nel singolo sprint: tredicesima a Schönau am Königssee 2016, sesta a Winterberg 2019 e undicesima a Schönau am Königssee 2021. Il piazzamento ottenuto nella rassegna del 2015 le è valso inoltre la medaglia di bronzo nella speciale classifica riservata agli under 23. Nelle rassegne continentali ha colto la quarta piazza nella gara monoposto sia a Sigulda 2014 sia a Soči 2015.

## Palmarès

### Mondiali under 23
- 1 medaglia:
  - 1 bronzo (singolo a Sigulda 2015).

### Mondiali juniores
- 1 medaglia:
  - 1 argento (gara a squadre a Schönau am Königssee 2012).

### Europei juniores
- 1 medaglia:
  - 1 argento (gara a squadre a Winterberg 2012).

### Coppa del Mondo
- Miglior piazzamento in classifica generale nel singolo: 11ª nel 2018/19.
- 3 podi (tutti nelle gare a squadre):
  - 1 secondo posto.
  - 2 terzi posti.

### Coppa del Mondo juniores
- Vincitrice della Coppa del Mondo juniores nel singolo nel 2010/11.